# Gao-Guenie
Gao-Guenie è un famoso meteorite roccioso caduto nel 1960 in Burkina Faso.

## Storia
Il 5 marzo 1960, alle ore 17 ora locale, dopo tre separate detonazioni, una pioggia di diverse migliaia di frammenti cadde su una zona di circa 70 km2.

## Composizione e classificazione
Si tratta di una condrite ordinaria di tipo H5.

## Omonimie
Da non confondere con "Gao-Guenie (b)", meteorite carbonacea (CR) di 344g trovata nel 2002 in Burkina Faso.